# Druivenstreek

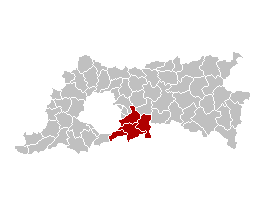
Die vier Gemeinden der Druivenstreek in der Provinz Flämisch-Brabant

Druivenstreek (Traubengegend) lautet der Name einer südöstlich von Brüssel in der Provinz Flämisch-Brabant gelegenen ländlichen Gegend in Flandern, welche, wie der Name schon andeutet, seit langer Zeit als Anbaugebiet für Tafeltrauben bekannt ist. Die Anbaugegend erstreckt sich über das Gebiet der brabantischen Gemeinden Overijse, Huldenberg, Hoeilaart und Tervuren.

Fahne (gemeentevlag) der Gemeinde Overijse

In der abgebildeten Fahne (gemeentevlag) der Gemeinde Overijse ist die Zugehörigkeit zur Druivenstreek deutlich zu erkennen. In dem Ort finden dann auch jährlich im Spätsommer die sogenannten Druivenfeesten statt. Einer der Höhepunkte dieser Veranstaltungen ist der Druivenkoers, ein Radrennen, das 1961 zum ersten Mal stattfand. Auch das Querfeldeinrennen Druivencross, das im Winter stattfindet, bezieht sich auf die Traubenzucht.
Die Druivenstreek bildet den südlichen Abschnitt des sich zwischen Brüssel und Löwen erstreckenden Dijlelandes und ist damit ein Teil des ländlichen grünen Gürtels (Groene Gordel), der die Hauptstadt Brüssel umgibt.